# Zabieg Stretta
Zabieg Stretta – zabieg mający na celu zmniejszenie dolegliwości wywołanych refluksem żołądkowo-przełykowym.
W ciągu jednodniowej hospitalizacji umieszcza się w przełyku endoskop, przez który wprowadza się sondę zakończoną specjalnym balonikiem z igłami. Wbijają się one w błonę śluzową okolic wpustu żołądka. Następnie przez igły emituje się fale ultradźwiękowe. Po 4 takich zabiegach dochodzi do przerostu i zgrubienia wpustu żołądka, co zapobiega cofaniu się treści pokarmowej do przełyku.

Przeczytaj ostrzeżenie dotyczące informacji medycznych i pokrewnych zamieszczonych w Wikipedii.